# USS Saratoga (CVA-60)
Pour les autres navires du même nom, voir USS Saratoga.
L’USS Saratoga (CVA-60) est un super porte-avions américain de la classe Forrestal. Il fut le 7e bâtiment de l'US Navy à porter ce nom, qui fait référence aux batailles de Saratoga.
Mis en service en 1956, il passe la plus grande partie de sa carrière dans la Mer Méditerranée. Il participe également à la Guerre du Viêt Nam, et obtient une service star à cette occasion. À la fin de sa carrière, il participe à l'Opération Tempête du désert.
L'USS Saratoga est désarmé en 1994, et est un temps conservé à la Station Navale de Newport, Rhode Island. Plusieurs tentatives infructueuses sont réalisées pour le convertir en navire musée. La Marine paye l'ESCO Marine de Brownsville, au Texas, un centime pour prendre le bateau pour le démontage et le recyclage. Le 15 septembre 2014, l'ex-Saratoga arrive à Brownsville, au Texas, pour être mis au rebut.

## Construction et essais
Initialement désigné CVB-60 (Large Aircraft Carrier), sa construction est confiée au New York Navy Yard le 23 juillet 1952. Il est le deuxième des quatre bâtiments que comporte la classe Forrestal. Sa désignation est modifiée en CVA-60 (Attack Aircraft Carrier) le 1er octobre 1952. Il est inauguré le 8 octobre 1955, et parrainé par Mme Charles S. Thomas. Le 14 avril 1956, le Capitaine Robert Joseph Stroh en prend le commandement.
C'est le premier porte-avion de la Marine Américaine à utiliser des chaudières à forte pression (1200 psi, 8300kPa).

## Armement
En dehors de son aviation embarquée (à l'origine une centaine d'avions, puis dans les années 1970, entre 70 et 90 appareils), le Saratoga est à l'origine équipé de 8 tourelles simples de 127 mm. Mais les 4 tourelles avant sont vite supprimées, leur position les exposant trop aux coups de mer.
Toutes les tourelles sont remplacées en 1967 par un lanceur 8 tubes BDPMS Sea Sparrow, auquel furent rajoutées deux tourelles Phalanx de 20 mm dans les années 1980.

## En service opérationnel
Le CVA-60 Saratoga fait sa première croisière opérationnelle le 3 septembre 1957 :il rejoint alors une force navale de l'OTAN au large de la Norvège.
En 1958, il appareilla de Mayport, en Floride, vers la Méditerranée pour sa première affectation opérationnelle auprès de la VIe flotte. À partir de cette date et jusqu'en décembre 1967, le Saratoga effectue toutes ses missions au sein de la VIe flotte.
Un Grumman F-14 Tomcat  affecté à l'USS Saratoga a abattu à la suite d'un tir ami un RF-4C Phantom de l’USAF le 22 septembre 1987 en Méditerranée lors d'un exercice.

## Engagements

### Viêt Nam
Le 11 avril 1972, le Saratoga appareilla de Mayport vers Subic Bay, pour son premier déploiement au Viet-Nam. Il participe à huit déploiements dans le golfe du Tonkin. Pendant cette période, les appareils du Saratoga prennent part à plus de 1 500 missions (appui-sol, chasse, escorte...).
Le Saratoga reçoit une battle star pour ses actions effectuées au Viêt Nam.
Le porte-avions quitte Subic Bay le 7 janvier 1973. Le 1er janvier 1974, il est mis à la disposition de la Flotte de l'Atlantique.

### Opération
- Guerre du Viêt Nam
- Guerre du Golfe (1990-1991)